# Chris Owens (attore)
Christopher Bradley Owens, detto Chris (Toronto, 7 settembre 1961), è un attore canadese.

## Biografia
Di origini gallesi, figlio di un batterista jazz e di una cantante, e fratello dell'attrice Shelley Owens, ha studiato recitazione all'HB Studio di New York. Ha ottenuto una nomination al Dora Award per la riconciliazione italo-americana di John Patrick Shanley. È stato nominato per numerosi premi, tra cui un Genie Award del 2002 come Miglior Attore in un ruolo di primo piano per The Uncles. È sposato con Tara Parker dal luglio 2001.
Owens è apparso in molti film, spesso in ruoli minori, è apparso nel film La regola del sospetto, Cocktail . Però è maggiormente conosciuto per il suo ruolo dell'agente Jeffrey Spender della serie TV X-Files. Inizialmente ha recitato nella versione giovane dell'Uomo che fuma in due episodi della quarta stagione, nel 1996, poi sempre nello stesso anno nel personaggio di Great Mutato nella quinta stagione e infine nel 1998 è entrato ufficialmente nel cast recitando il ruolo dell'agente Jeffrey Spender, figlio dell'uomo che fuma e di Cassandra Spender. È apparso in 8 episodi fino alla sua morte per mano di suo padre, per riapparire nel 2002 nella nona stagione e negli ultimi episodi. È infine riapparso nel 2018 in un episodio dell'undicesima stagione.
Compare nell'episodio n° 6 della terza stagione di Indagini ad alta quota (Mayday disaster) dal titolo Mistaken identity nel ruolo del militare Scott Lustig.

## Filmografia

### Cinema
- Red, regia di Robert Schwentke (2010)
- Molly's Game, regia di Aaron Sorkin (2017)

### Televisione
- X-Files (The X-Files) – serie TV, 14 episodi (1996-2018)
- Stargate SG-1 – serie TV, episodio 2x09 (1998)
- The Line – serie TV, 9 episodi (2009)
- Sfida al presidente - The Comey Rule (The Comey Rule) – miniserie TV, episodio 1x01 (2020)
- Mayor of Kingstown – serie TV, episodio 1x05 (2021)

## Doppiatori italiani
- Massimo Rossi in X-Files (ep. 4x07, st. 5-6, 9)
- Vittorio Guerrieri in X-Files (ep. 4x23)
- Andrea Lavagnino in X-Files (ep.11x01)
- Roberto Certomà in The Expanse